# فروج القلة
تشيكن ليتل (بالإنجليزية: Chicken Little)‏ هو فيلم كوميدي أُصدر في الولايات المتحدة سنة 2005. الفيلم من إنتاج راندي فولمر، إخراج مارك ديندال وبطولة زاك براف، فريد ويلارد وباتريك ستيوارت.

## طاقم التمثيل
- زاك براف
- فريد ويلارد
- باتريك ستيوارت

## القصة
القصة تدور حول فرخ دجاج يحمي كوكب الأرض من غزو فضائي.

## الأصوات العربية

### أصوات نسخةنيو الإنتاج الفني
- معوض اًسماعيل - فروج القلّة
- محمد متولى - بك باكالًك
- عهدى صادق - المحافظ برهومي الرومي
- أيمن عبد الرحمن - أستاذ صوف على خروف
- نهى قيس - تعلوبة أروبة
- عمر جاهين - رشيق أرفع أخواته
- هاله محمد - بطة شطة
- اًحمد خليل - الناظر عنتر
- محمود النمر - الكلب المذيع
- تامر اسماعيل - فجل - الأب الفضائي
- شهيرة فؤاد - تينة - الأم الفضائية
- مصطفى أيمن - الشرطي الفضائي
- إلهامي أمين - ألف - فروج القلًة السينماني
- جاكلين رفيق
- دينا اسكندر
- محسن حلمي
- مروة عبد الغفار
- ناير ناجي

### أصوات نسخةإيمدج برودكشن هاوس(العربية الفصحى)
- ناجي مخول - تشيكن ليتل
- توفيق شهاب - باك
- سمير معلوف - العمدة لوركي
- شربل أيوب
- أسمهان البيطار - فوكسي لوكسي
- روميو الورشا
- نسرين مسعود - آبي
- فادي الرفاعي
- إبراهيم ماضي
- جيهان الملا
- ريتشارد يني
- شادن أبو دهن
- خليل الحاج علي
- زياد أبو منذر
- علاء البيطار

## الميزانية والإيرادات
بلغت تكلفة إنتاج الفيلم حوالي 150 مليون دولار بينما حقق أرباحاً تقدر بـ 314,432,837 دولار.

## وصلات خارجية
- الموقع الرسمي
- فروج القلة على موقع IMDb (الإنجليزية)
- فروج القلة على موقع ميتاكريتيك (الإنجليزية)
- فروج القلة على موقع روتن توميتوز (الإنجليزية)
- فروج القلة على موقع نتفليكس (الإنجليزية)
- فروج القلة على موقع ألو سيني (الفرنسية)
- فروج القلة على موقع Turner Classic Movies (الإنجليزية)
- فروج القلة على موقع أول موفي (الإنجليزية)
- فروج القلة على موقع بوكس أوفيس موجو (الإنجليزية)
- فروج القلة على موقع فيلمافينيتي (الإسبانية)
- فروج القلة على موقع قاعدة بيانات الأفلام السويدية (السويدية)